# HD203548
HD203548 — хімічно пекулярна зоря спектрального класу A4, що має видиму зоряну величину в смузі V приблизно  6,3.
Вона  розташована на відстані близько 313,9 світлових років від Сонця.